# إنريك غاليغو
إنريك غاليغو (بالإسبانية: Enric Gallego) هو لاعب كرة قدم إسباني، ولد في 12 سبتمبر 1986 في برشلونة في إسبانيا. لعب مع نادي بادالونا ونادي هويسكا.

## وصلات خارجية
- إنريك غاليغو على موقع قاعدة بيانات كرة القدم.إي يو (الإنجليزية)
- إنريك غاليغو على موقع Soccerway.com (الإنجليزية)
- إنريك غاليغو على موقع عالم كرة القدم.نت (الإنجليزية)